# I. e. 84
Évszázadok: i. e. 2. század – i. e. 1. század – 1. század
Évtizedek: i. e. 130-as évek – i. e. 120-as évek – i. e. 110-es évek – i. e. 100-as évek – i. e. 90-es évek – i. e. 80-as évek – i. e. 70-es évek – i. e. 60-as évek – i. e. 50-es évek – i. e. 40-es évek – i. e. 30-as évek
Évek: i. e. 89 – i. e. 88 – i. e. 87 – i. e. 86 –  i. e. 85 – i. e. 84 – i. e. 83 – i. e. 82 – i. e. 81 – i. e. 80 – i. e. 79

## Események

### Róma
- Lucius Cornelius Cinnát (negyedszer) és Cnaeus Papirius Carbót (másodszor) választják consulnak
- Cinna át akar kelni Görögországba, hogy megakadályozza Sulla visszatérését, de katonái fellázadnak és megölik.
- A szenátus ismét megváltoztatja a választási rendszert, de a fő probléma megmarad: a választásokon jelen kell lenni Rómában, így az itáliai és provinciabeli római polgárok nem élhetnek a jogaikkal.

### Hellenisztikus birodalmak
- XII. Antiokhosz szeleukida király hadjáratra indul a nabateusok ellen. A kánai csatában I. Obodasz király döntő vereséget mér rá és maga Antiokhosz is elesik az ütközetben. A nabateusok ezt követően elfoglalják Damaszkuszt. Obodasz nem sokkal a diadal után meghal, a szeleukidák elleni győzelmei miatt a népe istenként tiszteli. Utóda fivére, III. Arétasz.

## Születések
- Caius Valerius Catullus, római költő
- Szurena, pártus hadvezér

## Halálozások
- Lucius Cornelius Cinna, római politikus

## Fordítás
- Ez a szócikk részben vagy egészben  a(z)   84 av. J.-C. című francia Wikipédia-szócikk ezen változatának fordításán alapul.  Az eredeti cikk szerkesztőit annak laptörténete sorolja fel. Ez a jelzés csupán a megfogalmazás eredetét és a szerzői jogokat jelzi, nem szolgál a cikkben szereplő információk forrásmegjelöléseként.